# Alexander Evans
Pour les articles homonymes, voir Alex Evans et Evans.
Alexander « Alex » Evans, né le 28 janvier 1997 à Bendigo, est un coureur cycliste australien.

## Biographie
D'abord concentré sur le triathlon, Alexander Evans commence le cyclisme en 2016, en tant que coureur individuel sur le National Road Series. En fin d'année 2017, il se distingue sur le circuit australien en remportant l'étape reine du Tour de Tasmanie. Cette victoire, la première de sa jeune carrière à 20 ans, lui permet d'endosser le maillot leader. Finalement, il se doit contenter de la sixième place au classement général.
En 2018, il intègre l'équipe continentale australienne Mobius-BridgeLane. Il se révèle en début d'année sur le Herald Sun Tour, en terminant deuxième de l'étape reine au Lake Mountain derrière Esteban Chaves et huitième du classement général. Au printemps, il confirme ses bonnes qualités de grimpeur en prenant la troisième place de la première étape du Tour of the Gila. À partir du mois d’août, il rejoint l'équipe World Tour BMC Racing en tant que stagiaire.
En 2019, il rejoint l'équipe SEG Racing Academy. Début août, il montre ses qualités de grimpeurs en se classant dixième du Tour d'Alsace, après avoir terminé deuxième de la deuxième étape au sommet de la Planche des Belles Filles, derrière Tom Pidcock. Le 23 août, il gagne la 8e étape du Tour de l'Avenir, disputée sous la forme d'une très courte course en ligne de 23 kilomètres et emmenant les coureurs au sommet de l'arrivée inédite du col de la Loze.
Ses bons résultats lui permettent de signer en 2020 pour deux ans au sein de l'UCI ProTeam belge Circus-Wanty Gobert. Il court très peu pendant sa première saison en raison de la pandémie de Covid-19 et d'une fracture du coude et du scaphoide en janvier. En 2021, l'équipe est renommée Intermarché-Wanty Gobert Matériaux et intègre l'UCI World Tour. Après une nouvelle saison décevante, il n'est pas prolongé et se retrouve sans contrat pour 2022.
En mai 2022, il intègre l'équipe continentale autrichienne Maloja Pushbikers.

## Palmarès et résultats

### Palmarès par année
- 2017
  - 2e étape du Tour de Tasmanie
- 2018
  - 2e du Tour de Bright
- 2019
  - 8e étape du Tour de l'Avenir

### Classements mondiaux
| Année                                 | 2018  | 2019  | 2020 | 2021 | 2022  |
| ------------------------------------- | ----- | ----- | ---- | ---- | ----- |
| Classement mondial                    | 1402e | 1918e | nc   | nc   | 2511e |
| UCI America Tour                      | 367e  |       |      |      |       |
| UCI Oceania Tour                      | 38e   | 94e   | nc   | nc   | 117e  |
|                                       |       |       |      |      |       |
| Légende : nc = non classéSource : UCI |       |       |      |      |       |